# Khu tự quản vùng Peel
Khu tự quản vùng Peel (còn được gọi vùng Peel) là một ku tự quản vùng tại miền Nam Ontario, Canada. Nó bao gồm ba khu tự quản về phía tây và tây bắc của Toronto: các thành phố Brampton, Mississauga, và thị xã Caledon.. Toàn bộ khu vực là một phần của khu vực Đại đô thị Toronto và vòng bên trong của Móng Ngựa Vàng. Thủ phủ của khu vực là ở Brampton. Với dân số 1.296.814 (theo tổng điều tra dân số năm 2011), khu vực Peel khu tự quản lớn thứ hai ở Ontario sau Toronto. Do nhập cư và cơ sở hạ tầng giao thông vận tải của nó (với 7 đường cao tốc xê ri 400 phục vụ khu vực, và sân bay quốc tế Toronto Pearson hoàn toàn trong vòng ranh giới của nó), Peel khu vực là một khu vực phát triển nhanh chóng với dân số trẻ.
Mississauga chiếm phần phía nam của khu vực, và, với 713.443 cư dân, dân số lớn nhất (lớn thứ sáu ở Canada). Khu vực trải dài từ hồ Ontario phía bắc gần Quốc lộ 407. Trong trung tâm là Brampton, một thành phố nhỏ hơn 523.911 (đứng thứ 9 về dân số). Cuối cùng, đến nay là lớn nhất trong khu vực và một phần của khu vực dân cư thưa thớt nhất là Caledon, đó là nơi chỉ có 59.460 cư dân.
Khu vực Peel đã được tạo ra bởi chính quyền của Bill Davis vào năm 1974 từ Quận Peel trước đây, và đã được luật hóa để cung cấp các dịch vụ cộng đồng khu vực (vào thời điểm đó) đô thị hóa nhanh chóng của phía nam quận Peel (Mississauga và Brampton). Khu vực này là chịu trách nhiệm cho các dịch vụ và cơ sở hạ tầng liên quan đến cấp nước và xử lý nước thải, thu gom chất thải và xử lý, đường giao thông khu vực, y tế công cộng, trung tâm chăm sóc dài hạn, Peel Cảnh sát khu vực, Dịch vụ y khu vực Peel, lập kế hoạch, nhà ở công cộng, paratransit, tư pháp và dịch vụ xã hội. Các chức năng khác của khu tự quản uộc được cung cấp bởi ba thành phố cấp địa phương. Những trách nhiệm này đã thay đổi theo thời gian, như các chức năng đã được chuyển lên và chuyển xuống từ cấp tỉnh và cấp khu vực, theo chỉ đạo của tỉnh Ontario.
Quận Peel (và do đó, khu vực Peel) có thể được đặt tên sau Sir Robert Peel, Thủ tướng Chính phủ thế kỷ thứ mười chín của Vương quốc Anh. Một lý thuyết khác cho rằng nó được đặt tên sau khi John Peel anh hùng dân gian từ Cumberland, nơi mà nhiều người định cư đầu tiên của Peel có nguồn gốc từ Brampton ban đầu tọa lạc.